# پت ماین
پت ماین (انگلیسی: Pat Myne؛ زاده ۱۲ سپتامبر ۱۹۶۶) یک بازیگر پورنوگرافی اهل ایالات متحده آمریکا است.